# Nuno Lopes (calciatore)
Nuno Miguel Almeida Costa Lopes (Lisbona, 19 dicembre 1986) è un ex calciatore portoghese, di ruolo difensore.

## Biografia
Suo fratello gemello Miguel Lopes è anch'esso un calciatore.

## Palmarès

### Club

#### Competizioni nazionali
- Coppa di Cipro: 1

Apollon Limassol: 2015-2016
- Supercoppa di Cipro: 1

Apollon Limassol: 2016